# 12885 Hannahguan
12885 Hannahguan è un asteroide della fascia principale. Scoperto nel 1998, presenta un'orbita caratterizzata da un semiasse maggiore pari a 2,8036905 au e da un'eccentricità di 0,1432956, inclinata di 8,06090° rispetto all'eclittica.